# Kostelec na Hané
Kostelec na Hané är en stad i Tjeckien.   Den ligger i distriktet Okres Prostějov och regionen Olomouc, i den östra delen av landet, 200 km öster om huvudstaden Prag. Kostelec na Hané ligger 241 meter över havet och antalet invånare är 2 851.
Terrängen runt Kostelec na Hané är varierad.Runt Kostelec na Hané är det tätbefolkat, med 411 invånare per kvadratkilometer. Närmaste större samhälle är Prostějov, 6,1 km sydost om Kostelec na Hané. Runt Kostelec na Hané är det i huvudsak tätbebyggt.